# Monte Trobio
Il monte Trobio (2.865 m s.l.m.) è una montagna situata ta l'Alta valle Seriana, in provincia di Bergamo, e la val Belviso, in provincia di Sondrio.

## Descrizione
La cima è allineata lungo la cresta che unisce, da nord-est a sud-ovest, il monte Torena, il pizzo Strinato, il monte Costone, la cima del Trobio, il monte Gleno e il pizzo dei Tre Confini. L'intera cresta è parzialmente percorribile: Il tratto che collega il pizzo Strinato al monte Costone è molto pericolosa, e il tratto che collega la cima del Trobio al monte Gleno è percorribile parzialmente (l'ultimo tratto di discesa dal Trobio al Gleno deve essere anticipato costeggiando il lato del monte esposto a Sud in direzione del ghiacciaio onde evitare il dirupo più avanti).

## Accessi
La via più breve per raggiungere la vetta parte da Valbondione. Si prende il sentiero che conduce al rifugio Curò e, una volta giunti in prossimità del rifugio e in vista del lago del Barbellino, si costeggia il lago lungo il sentiero che lo percorre sulla sponda sud fino a giungere alla deviazione per il monte Gleno, che si dirama sulla destra una volta giunti quasi in fondo al lago, poco prima dell'avvallamento che racchiude le acque del torrente Trobio. Da qui si sale fino alla Vedretta del Trobio e, attraversato l'avvallamento, si sale verso sinistra in direzione del Monte Gleno.
La cima può essere raggiunta sia salendo verso l'avvallamento che si dirige verso il monte Costone (più a sinistra per chi sale), raggiungendo così la cresta che lo divide dal monte Costone e percorrendola fino in cima, sia salendo verso il monte Gleno (più a destra per chi sale) e, una volta arrivati al ghiacciaio sottostante il passo del Gleno, arrampicandosi sulle rocce a sinistra.
Il Monte Trobio, dall'alto dei suoi 2865 m di altezza, offre una piacevole visuale sul Pizzo Coca, sul pizzo Recastello, sul pizzo dei Tre Confini e sulla sottostante Vedretta del Trobio.

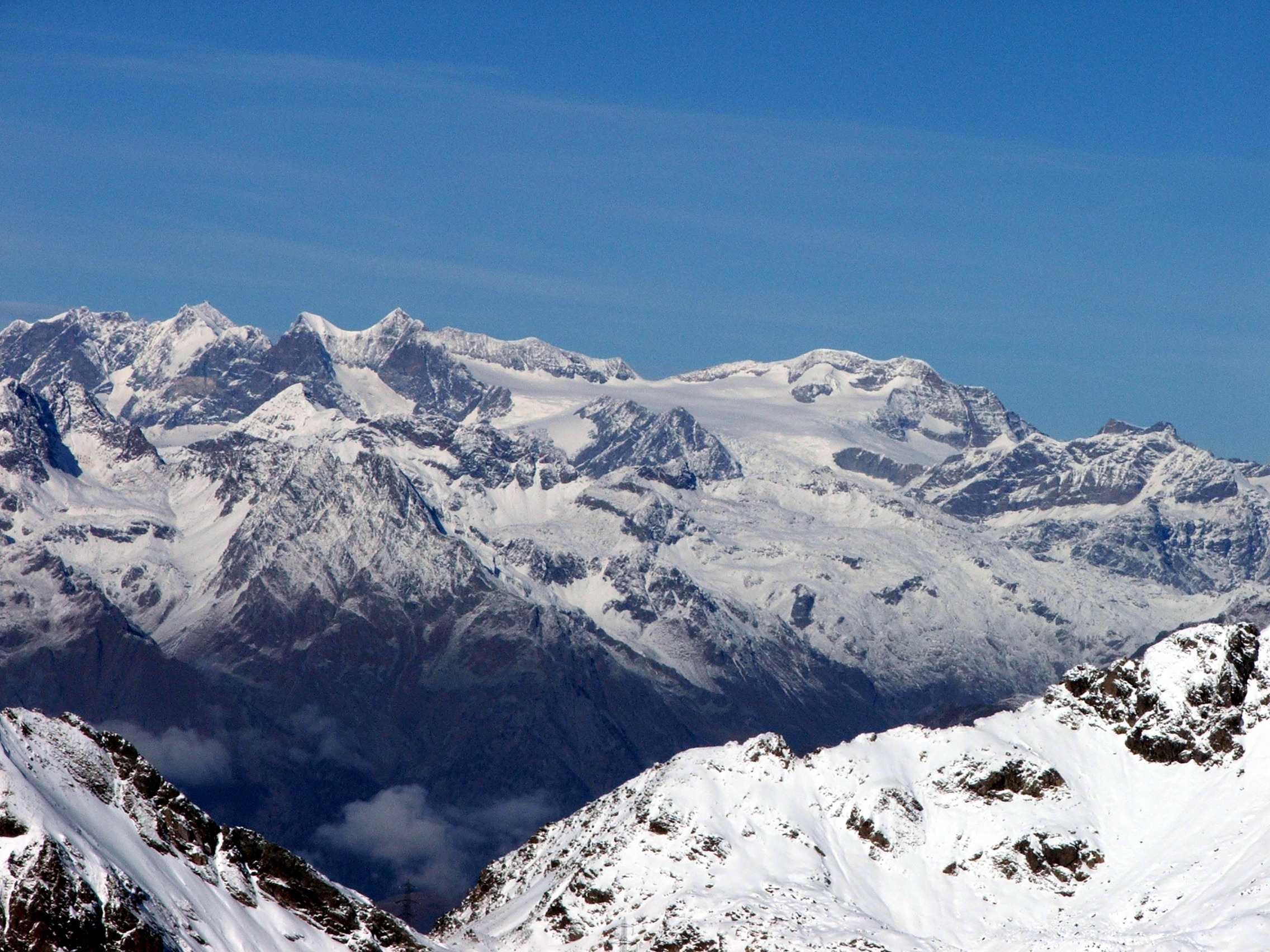
Il gruppo del Bernina visto dal Trobio
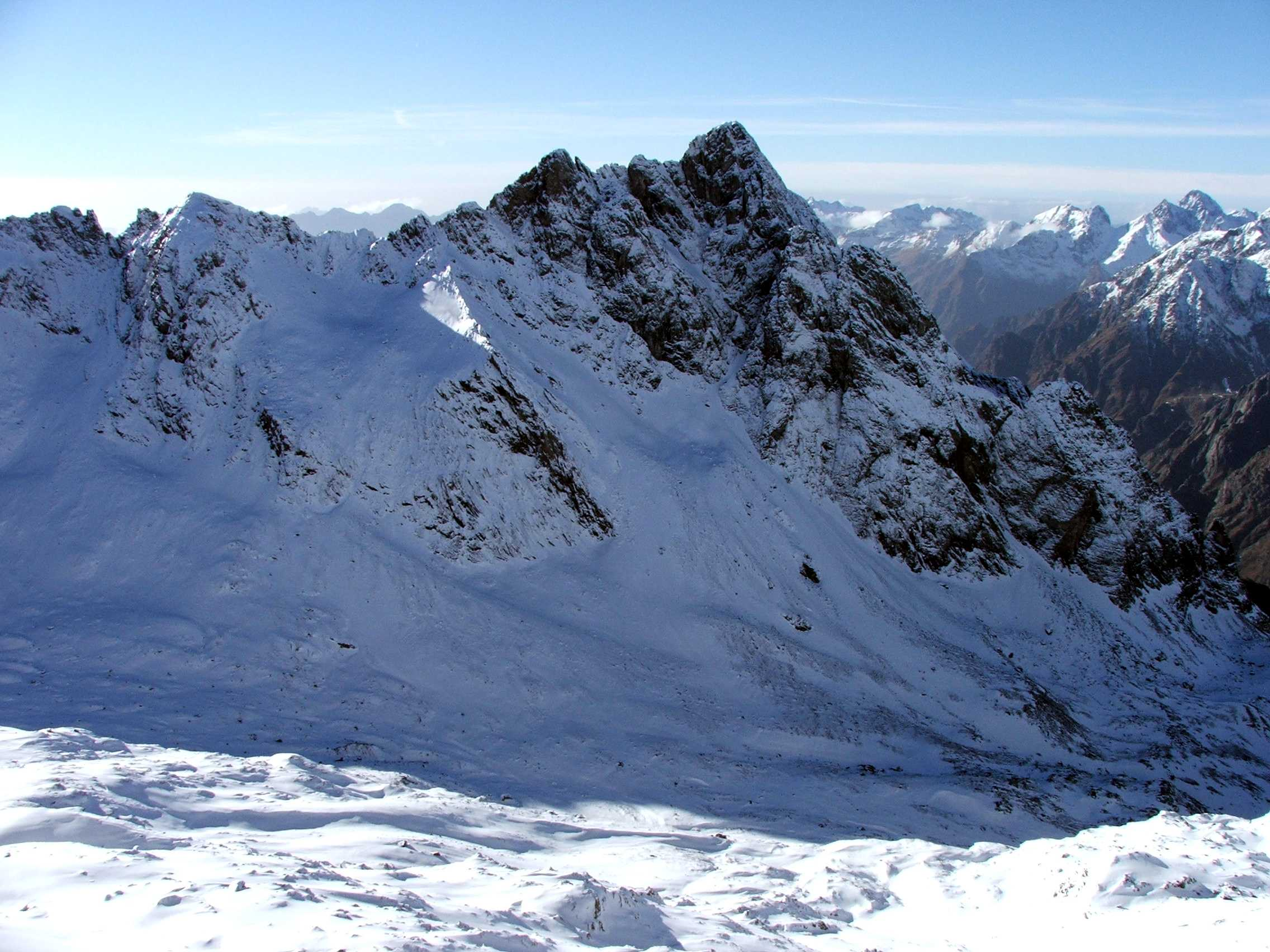
Vista del pizzo Recastello dal Trobio